# آرتور ولزلی (یکمین دوک ولینگتون)
فیلد مارشال آرتور ولزلی، یکمین دوک ولینگتون (به انگلیسی: Arthur Wellesley, 1st Duke of Wellington) (زادهٔ ۱ مهٔ ۱۷۶۹ – درگذشتهٔ ۱۴ سپتامبر ۱۸۵۲) سیاستمدار اهل پادشاهی بریتانیا، اصالتاً از مردم ایرلند و یکی از برجسته‌ترین چهره‌های نظامی قرن ۱۹ میلادی به‌شمار می‌آید. او حتی پس از مرگش، اغلب به‌عنوان دوک ولینگتون شناخته می‌شود.

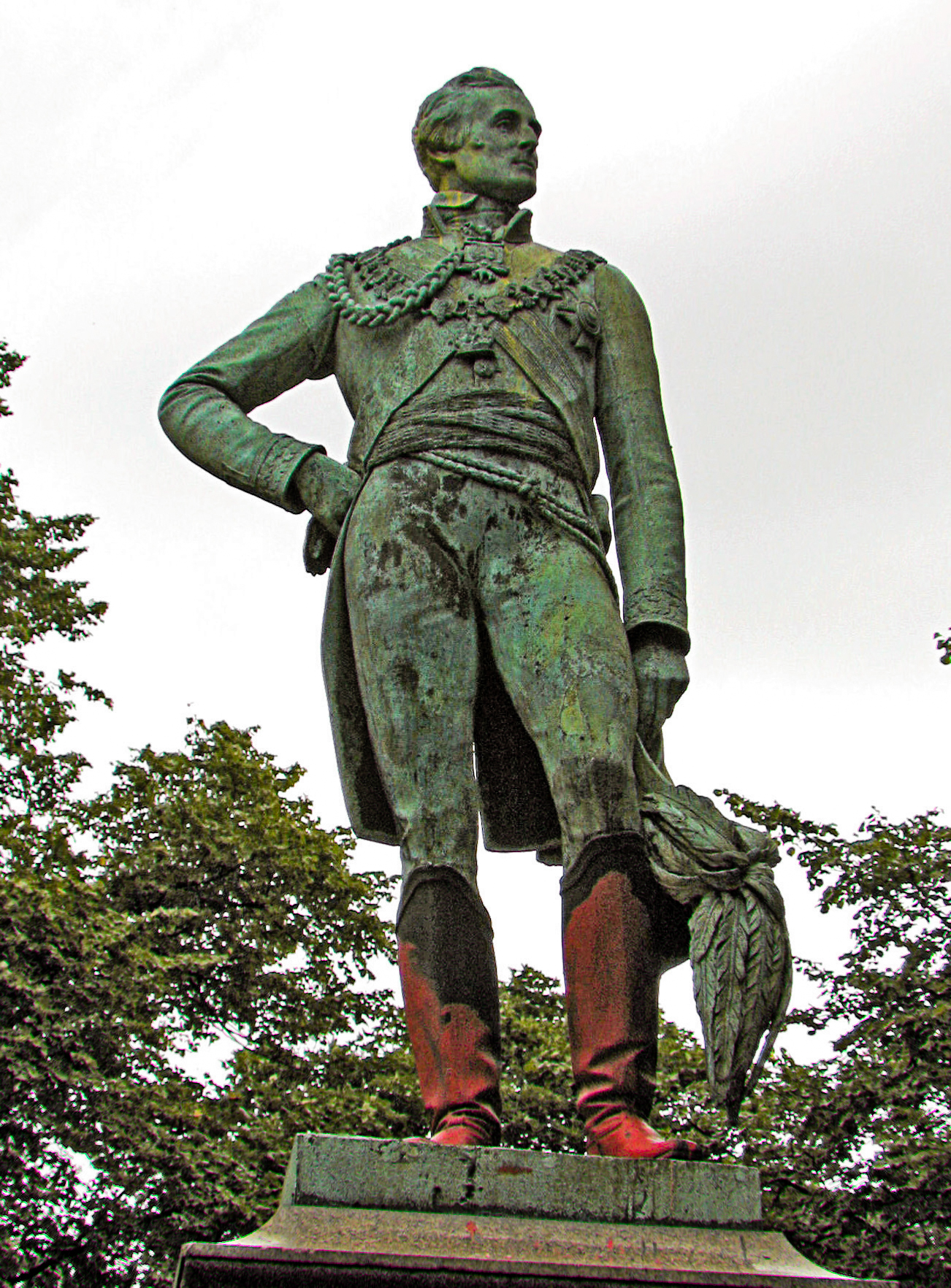
مجسمه برنزی دوک ولینگتون، لیدز انگلستان

او در ابتدا در سال ۱۷۸۷ به‌عنوان ستوان دوم ارتش بریتانیا استخدام شد. به دلیل مهارت‌هایی که در حل مسائل و معضلات ایرلند نشان داد، خیلی زود به‌عنوان یکی از اعضای پارلمان ایرلند برگزیده شد. او در ۱۷۹۶ برای عملیات نظامی به هند و هلند فرستاده شد. او در هندوستان در جنگ چهارم انگلستان و میسور شرکت جست و در نبرد معروف سرینگاپاتام حضور داشت. او در ۱۷۹۹ به‌عنوان فرماندار سرینگاپاتام و میسور منصوب گشت و در جنگ بعدی خود موفق شد در سال ۱۸۰۳ میلادی در نبرد آسای بر امپراتوری ماراتها فائق آید.
ولزلی طی جنگ شبه جزیره (در دوره جنگ‌های ناپلئونی) بود که به درجه ژنرالی نایل آمد و پس از آنکه در سال ۱۸۱۳ نیروهای متحدین اروپایی را در نبرد ویتوریا به پیروزی درخشانی علیه فرانسویان رهبری کرد، به درجه فیلد مارشالی دست یافت. به دنبال تبعید ناپلئون در ۱۸۱۴، به‌عنوان سفیر انگلستان در فرانسه منصوب گردید و حتی به لقب دوک نایل شد. طی بازگشت صدروزه ناپلئون در ۱۸۱۵، او نیروهای متحدین علیه فرانسه را رهبری کرد که فرمانده شاخص دیگر آنها، گبهارد لبرشت فون بلوشر، ژنرال پروسی بود. این دو موفق شدند در جنگ واترلو ناپلئون را درهم شکسته و پس از نزدیک به ۲۰ سال به قدرت او خاتمه بخشند.
او دو بار به مقام نخست‌وزیری بریتانیا رسید (سال‌های ۱۸۲۸–۱۸۳۰ و ۱۸۳۴). او که در حزب توری عضویت داشت، نتوانست راهکاری جدی برای مشکلات سیاسی آن دوره بیابد؛ با این حال، همچنان به‌عنوان یکی از چهره‌های شاخص مجلس اعیان بریتانیا تا زمان بازنشستگی به کارش ادامه داد. در همان سال‌ها تجاوزات امپراتوری روسیه به ممالک ایران شدت گرفت اما انگلستان علی‌رغم تعهداتی که نسبت به ایران داشت به هیچ وجه حاضر نشد وساطت کرده یا به نیروهای ایرانی کمک کند. ولینگتون در این رویکرد نقش کلیدی داشت.
در ضمن، او تا پایان عمر فرمانده کل ارتش بریتانیا بود.
لودویگ فان بتهوون، در سال ۱۸۱۳، یکی از آثار خود به نام پیروزی ولینگتون (اُپوس ۹۱) را به افتخار نبرد ولینگتون تصنیف کرد.

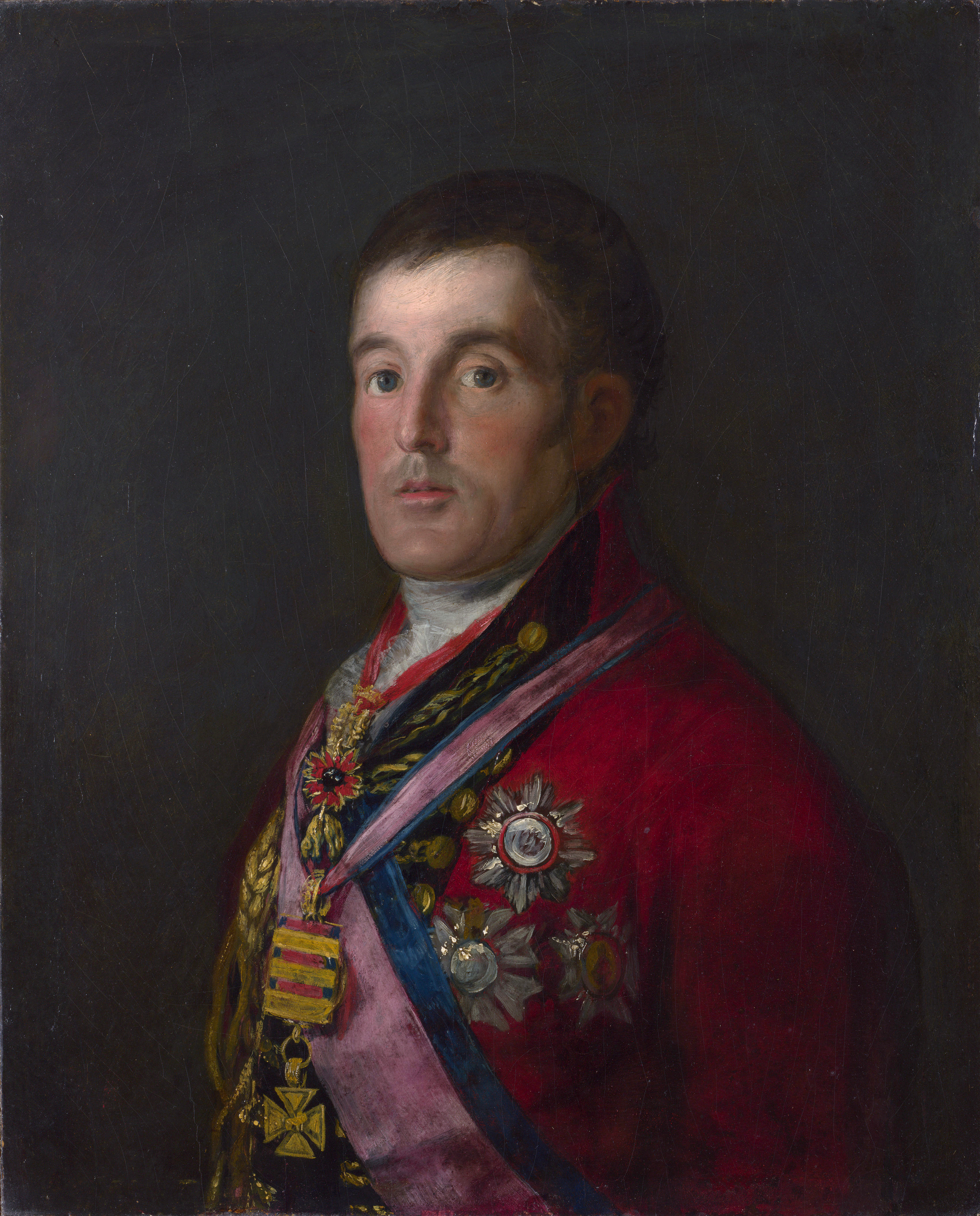
پرتره دوک ولینگتون یک نقاشی رنگ روغن روی پنل اثر هنرمند اسپانیایی فرانسیسکو گویا از دوک ولینگتون، در طول خدمت او در جنگ شبه جزیره است. گویا سه پرتره از ولینگتون نقاشی کرد. این یکی در اوت ۱۸۱۲ پس از ورود ولینگتون به مادرید آغاز شد. این نقاشی هم‌اکنون در نگارخانه ملی لندن نگهداری می‌شود.